# Flaga Żydowskiego Obwodu Autonomicznego
Flaga Żydowskiego Obwodu Autonomicznego (NHR:102) – przyjęta została 31 lipca 1996 r. (zmieniona 27 listopada 1996). Przedstawia na białym tle poziomy wielobarwny pas, symbolizujący tęczę. Składa się on z siedmiu wąskich poziomych pasów: czerwonego, pomarańczowego, żółtego, zielonego, błękitnego, granatowego i fioletowego (szerokość każdego z nich równa jest 1/40 szerokości flagi), rozdzielonych poziomymi wąskimi białymi paskami (szerokość każdego równa 1/120 szerokości flagi). Stosunek szerokości flagi do jej długości wynosi 2:3.
Kolor biały oznacza czystość, tęcza zaś jest biblijnym symbolem pokoju, szczęścia i dobra. Liczba pasów-kolorów tęczy symbolizuje siedem świec menory - żydowskiego symbolu narodowego i religijnego.